# Mapamundi de Domingos Teixeira
El Mapamundi de Domingos Teixeira va ser fet per aquest cartògraf portuguès el 1573, poc abans de ser súbdit de Felip II, en esdevenir aquest rei de Portugal el 1580.
Està fet i pintat a mà sobre una peça de pergamí i es conserva a la Biblioteca Nacional de França.

## Descripció
És un dels primers mapamundis complet, mostrant les rutes de les espècies, tant la portuguesa de Vasco da Gama amb les seves possessions com l'espanyola de Fernão de Magalhães (mostra la terra maguellànica encara no circumnavegada per Ramírez d'Arellano que la va batejar com a Illa de Xàtiva).
Es pot observar l'abast del meridià de Tordesillas, tant pel costat d'Amèrica (Brasil) com pel costat de les Filipines, que a dreta llei segons el mapa i segons la realitat implacable serien de Portugal. També s'hi observa al continent americà, al nord d'Àfrica, Groenlàndia, Europa de l'Est i Sibèria el senyal de la Casa Reial d'Aragó.